# Siamesiske tvillinger
Siamesiske tvillinger (eng.: conjoined twins = sammenføjede tvillinger) er identiske tvillinger, hvis krop er sammenvokset på en eller anden måde. Et sjældent fænomen, som kan forekomme i 1 ud af 200 enæggede tvillinge graviditeter eller omkring 1 ud af 200.000 fødsler (tal varierer fra 50.000-400.000 i forskellige kilder). Cirka halvdelen er dødfødte eller dør i løbet af få dage. Omkring 70% er, af uforklarlige årsager, piger. Forekomsten af conjoined twins er højere i Asien og Afrika.
Navnet Siamesiske tvillinger stammer fra brødrene Chang og Eng Bunker, der blev født i Thailand i 1811, landet hed den gang Siam. Det ældst kendte eksempel er Mary og Eliza Chalkhurst, der blev født i 1100 i England.
Siden 1950‘erne forsøges næsten alle sammenvoksede tvillinger separeret ved operation, der endda allerede lykkedes i Basel, Schweiz, tilbage i 1689. Den første ‘moderne separation‘ tilskrives Catherine og Caroline Mouton fra Louisiana, USA, i 1953. Der er forskellige teorier om årsagen til fænomenet og adskillige variationer af sammenvoksning.
En af de vanskeligste adskillelser blev udført i 2022, hvor de 6-årige brasilianske tvillinger Arthur og Bernardo Lima, der var havde sammenvokse hoveder, kranier og hjerner, blev adskilt gennem en 27 timer lang vellykket operation i Rio de Janeiro, med hjælp fra læger i London. Op til operationen havde lægerne bruger måneder på at træne ved hjælp af virtual reality, der gengav operationen virtuelt. CT- og MRI-scanninger af tvillingenre blev brugt til at kunne genskabe tvillingerne.

## Kendte siamesiske tvillinger
- Mary og Eliza Chalkhurst (The Biddenden Maids), 1100-1136, England
- Lazarus og Joannes Baptista Colloredo, 1617-164?, Italien
- Chang og Eng Bunker, 1811-1874, Siam (Thailand), USA
- Millie og Christine McCoy, USA
- Daisy og Violet Hilton, 1908-1969, England, USA
- Masha og Dasha Krivoshlyapova, 1950-2003, Rusland
- Ronnie og Donnie Galyon, 1951-2020, USA[3]
- Lori og George Schappell, 1961- , USA
- Abigail og Brittany Hensel, 1990- , USA
- Sohna og Mohna Singh, 2003- , Indien[4][5]
- Pin og Pan, 2009- , Thailand (Siam)[6][7]
- Arthur og Bernardo Lima, 2016- , Brasilien[1][2]